# 紀元前814年
紀元前814年（きげんぜん814ねん）は、西暦による年。

## 他の紀年法
- 干支 : 丁亥
- 中国
  - 周 - 宣王14年
  - 魯 - 懿公2年
  - 斉 - 文公2年
  - 晋 - 献侯9年
  - 秦 - 荘公8年
  - 楚 - 熊徇8年
  - 宋 - 恵公17年
  - 衛 - 釐侯41年
  - 陳 - 釐公18年
  - 蔡 - 夷侯24年
  - 曹 - 戴伯12年
  - 燕 - 釐侯13年
- 朝鮮
  - 檀紀1520年
- ユダヤ暦 : 2947年 - 2948年
- アッシリア暦 : 3937年
- 人類紀元 : 9187年

## できごと
- ティルスを母市としたフェニキア人が植民市カルタゴを建設する（伝承）。